# رهاب التكلم
رهاب التكلم أو جلوسوفوبيا أو القلق من الكلام هو الخوف من التحدث أمام الجمهور. ويستمد كلمة جلوسوفوبيا تأتي من اللغة اليونانية γλῶσσα glōssa وتعني اللسان.
و φόβος وتعني الخوف أو الرهبة. يعاني بعض الأشخاص من هذا الرهاب تحديدا. وقد يعاني البعض الآخر من رهاب اجتماعي أوسع أو اضطراب القلق الاجتماعي.
إن جانب التحدث علانية سواء أكان ذلك أمام مجموعة من الأشخاص المجهولين، أو مجموعة قريبة من الأصدقاء، هو ما يثير القلق للمتحدث. قد يكون المتحدث مرتاحًا إذا تحدث أمام مجموعة من الغرباء التامين، ولكن عندما يتعلق الأمر بالتحدث أمام العائلة أو الأصدقاء، فإن قلقهم يرتفع، والعكس صحيح. يشعر بعض المتحدثين براحة أكبر في المجموعات الأكبر، بينما يشعر بعض المتحدثين براحة أكبر مع المجموعات الأصغر. ينبع قلق الخطابة من خوف الطلاب من الحرج أمام الغرباء. يخشى الطلاب من ارتكاب الأخطاء أو الالتفاف أو الحكم عليهم من قبل الجمهور بشكل عام. يشعر الطلاب في بعض الأحيان بالقلق من التحدث، والذي قد يكون نتيجة لأخطاء سببتها التجربة السابقة، أو حكم الجمهور أو عدم اهتمام المتحدث.

## أبحاث
وفقًا لبحث أجري بجامعة تينيسي نوكسفيل، فإن القلق من الكلام هو بشكل عام الشعور بالتوتر والحوف والقلق أو عدم الراحة.
تشير النتائج إلى أن 75% من جميع الأشخاص يعانون من القلق والعصبية عندما يتعلق الأمر بالتحدث أمام الجمهور. إذا لم يعالج القلق من التحدث أمام الجمهور، فقد يؤدي إلى آثار خطيرة وضارة لحياة المرء وأهدافه المهنية وغيرها من المجالات. مثلا، لن يتم تحقيق الأهداف التعليمية التي تتطلب التحدث أمام الجمهور. ولكن ذلك لا يعني ان كل الأشخاص الذين يعانون من القلق من التحدث أمام الجمهور غير قادرين على تحقيق أهداف العمل، على الرغم من أن هذا الاضطراب يصبح عبئا عندما يمنع الفرد من تحقيق الهدف اللذي يمكنهم تحقيقه لولا قلقهم.
تشير أحدث دراسة أجراها غارسيا لوبيز ودييز بيدمار والمانسا مورينو (2098) إلى أن الطلاب المدربين سابقًا يمكنهم العمل كمدربين لطلاب آخرين ومساعدتهم على تحسين مهاراتهم في التحدث للجمهور.
كما لاحظ غارسيا لوبيز (2013)  ، أنه يمكن ان تشمل الأعراض السمع الحاد، وزيادة معدل ضربات القلب وضغط الدم، وتوسع الحدقة، وزيادة تناول العرق والأكسجين، وتيبس عضلات الرقبة وأعلى الظهر، وجفاف الفم.وأيضًا الاهتزاز الذي لا يمكن السيطرة عليه، وغالبًا ما يحدث قبل التحفيزعلى إثارة الرهاب. قد يتم تخفيف الأعراض بعض الأحيان عن طريق الأدوية مثل محصر بيتا.

## المساعدة والإغاثة
قد تساعد الدورات التدريبية أو المنظمات في مجال التحدث أمام الجمهور مثل المنصة الأسترالية وتوست ماستر العالمية l و POWER talk International و Association of Speakers Clubs الأشخاص على التقليل من خوفهم من التحدث أمام الجمهور إلى مستويات يمكن التحكم فيها. لجأ بعض الأشخاص المصابين إلى بعض الأنواع من الأدوية لعلاج رهابهم مؤقتًا مثل محصر بيتا.
في بعض الحالات، يمكن تخفيف القلق من خلال عدم محاولة المتحدث مقاومة قلقه، وبالتالي تقوية استجابة الكر أو الفر. تتضمن الاستراتيجيات الأخرى استخدام عصبية المرء لإحياء عرض خطاب مخيف. يمكن أيضًا تقليل قلق المتحدث إذا كانوا يعرفون موضوعهم جيدًا ويؤمنون به. ونصح الناس بممارسة التحدث مع مجموعات أصغر وأقل رعباً عندما بدأوا التحدث إلى الجمهور. بالإضافة إلى ذلك، تم الانتباه إلى الأشخاص الودودين واليقظين في الجمهور للمساعدة.
كانت النصيحة التقليدية هي حث المتحدثين الخائفين على عدم أخذ أنفسهم على محمل الجد، وتذكيرهم بأن الأخطاء لا يلاحظها الجمهور غالبًا. اكتساب تجربة التحدث أمام الجمهور يمكن أن يجعلها خالية من القلق بمرور الوقت. تشير الدراسات الحديثة إلى أن هناك صلة وثيقة بين الخوف من التحدث أمام الجمهور والكفاءة الذاتية وأن محاولات مساعدة المقدمين على تحسين نجاعهم الذاتية ستقلل منه أيضًا.  
استفزاز «مجموعة شديدة» من خلال طرح استفسارات تعززمشاركة الجماهير. وبالمثل، قد يرى المتحدث أن هذا النشاط مفيد عندما «يصبح ذهنه فارغًا»، حيث يمنحهم الوقت لاستعادة تدريبهم على التفكير.
بدأت علاجات جديدة للجلوسوفوبيا بالظهور من خلال وسائط الواقع الافتراضي، حيث يمكن لبيئة واقعية بما يكفي أن تثير استجابة لدى المستخدم، مما يسمح باستخدام أشكال افتراضية من العلاج بالتعرض (تسمى علاج الواقع الافتراضي). أثبتت هذه العلاجات ذاتية الإدارة فعاليتها، ولكن هذا مجال جديد نسبيًا وبحاجة لمزيد من البحث.

## الأسباب والأعراض
إذا كان هناك حدث أو موقف جعل المتكلم يخشى التحدث أمام مجموعة من الأشخاص، فيمكنك ربط أسباب وأعراض رهاب اللسان بطريقة أو بأخرى لأن هذا الموقف سيتكرر في أذهانهم. سيؤدي ذلك إلى إفراغهم
أو التحدث والاهتزاز والبحث عن الكلمات ويبقون معتمدين على بطاقات الملاحظات حتى لا يضطروا إلى التواصل البصري مع جمهورهم. بالإضافة إلى ذلك، تم تحديد الأسباب الرئيسية الأخرى لهذا القلق على أنها حداثة التجربة، وخصائص الجمهور، ووهم الشفافية، والدرجة التي يحدد بها المتحدث الخطابة كأداء بدلاً من فعل التواصل.
الأعراض تشمل: الاهتزاز والتعرق وفراشات في المعدة وجفاف الفم وسرعة في ضربات القلب.
يمكن تصنيف أعراض قلق الكلام بشكل مخصص إلى ثلاث فئات: الجسدي واللفظي وغير اللفظي.تنتج المظاهر الجسدية عن رد فعل الجهاز الحسي اللاإرادي (ANS)الذي يستجيب للموقف ب استجابة الكر أو الفر.
خلال استجابة الرهاب، يفرز الأدرينالين مجموعة كبيرة من المؤشرات التي يمكن أن تحسن استجابة مجموعة كبيرة من الأعراض مما يعززاستجابة الكر أو الفر".كما لاحظ غارسيا لوبيز (2013)، أنه قد تشمل الأعراض السمع الحاد، وزيادة ضربات القلب وضغط الدم، وتوسع الحدقة، وزيادة التعرق وامتصاص الأكسجين، وتصلب الرقبة وأعلى عضلات الظهر وجفاف الفم.الرعشة التي لا يمكن السيطرة عليها شائعة أيضًا، وغالبًا ما تحدث قبل التحفيزعلى إثارة الرهاب. قد يتم تخفيف الأعراض في بعض الأحيان عن طريق الأدوية مثل محصر بيتا.
تشمل الأعراض اللفظية لاستجابة الكر والفر (على سبيل المثال لا الحصر) صوت متوتر أو مرتجف، والتوقف المؤقت في الأصوات (يميل إلى إراحة المتحدثين القلقين). أحد أشكال القلق الكلامي هو القلق الكلامي غير المنتظم الذي تمنع فيه استجابة الكر والفرالفرد من الأداء الفعال.[بحاجة لمصدر]

## قائمة المراجع
- روثويل، ج. دان. في شركة الآخرين: مقدمة للتواصل . نيويورك: McGraw Hill ، 2004.